# Ешебург
Ешебург (њем. Escheburg) општина је у њемачкој савезној држави Шлезвиг-Холштајн. Једно је од 131 општинског средишта округа Херцогтум Лауенбург. Према процјени из 2010. у општини је живјело 3.338 становника. Посједује регионалну шифру (AGS) 1053028.

## Географски и демографски подаци
Ешебург се налази у савезној држави Шлезвиг-Холштајн у округу Херцогтум Лауенбург. Општина се налази на надморској висини од 12 метара. Површина општине износи 8,9 km². У самом мјесту је, према процјени из 2010. године, живјело 3.338 становника. Просјечна густина становништва износи 375 становника/km².